# Poienarii de Muscel
Poienarii de Muscel là một xã thuộc hạt Argeș, România. Dân số thời điểm năm 2002 là 3639 người.